# 両国大橋
両国大橋（りょうごくおおはし）は、隅田川にかかる首都高速道路の橋で、首都高速6号向島線と首都高速7号小松川線の合流地点となる両国ジャンクションを構造体に含む。1969年（昭和44年）12月に完成した。供用開始は首都高速6号、7号線開通と同じ1971年3月21日。
西岸は東京都中央区日本橋浜町一丁目、東岸は東京都墨田区両国一丁目。
隅田川端という矮小地を最大限利用するために立体的な構造体となっており、架橋はフローティングクレーンによる大ブロック架設で実施された。またワイヤーを使った吊構造で小松川線側の合流レーンを接続するなど、その独創的な構造により1969年度の土木学会田中賞（土木学会が定めた優れた橋梁に贈られる賞）を受賞している。

## 橋の概要
- 橋長 329.5m
- 最大支間長 88.8m
- 幅員 26.5m
- 鋼重 5,812t
- 形式 3径間連続鋼床版箱桁、3径間連続鋼床版3箱並列桁、単純活荷重合成桁、門型鋼橋脚
- 設計 首都高速道路公団工務部
- 施工 石川島播磨重工業・日本橋梁・大林組

## 画像一覧

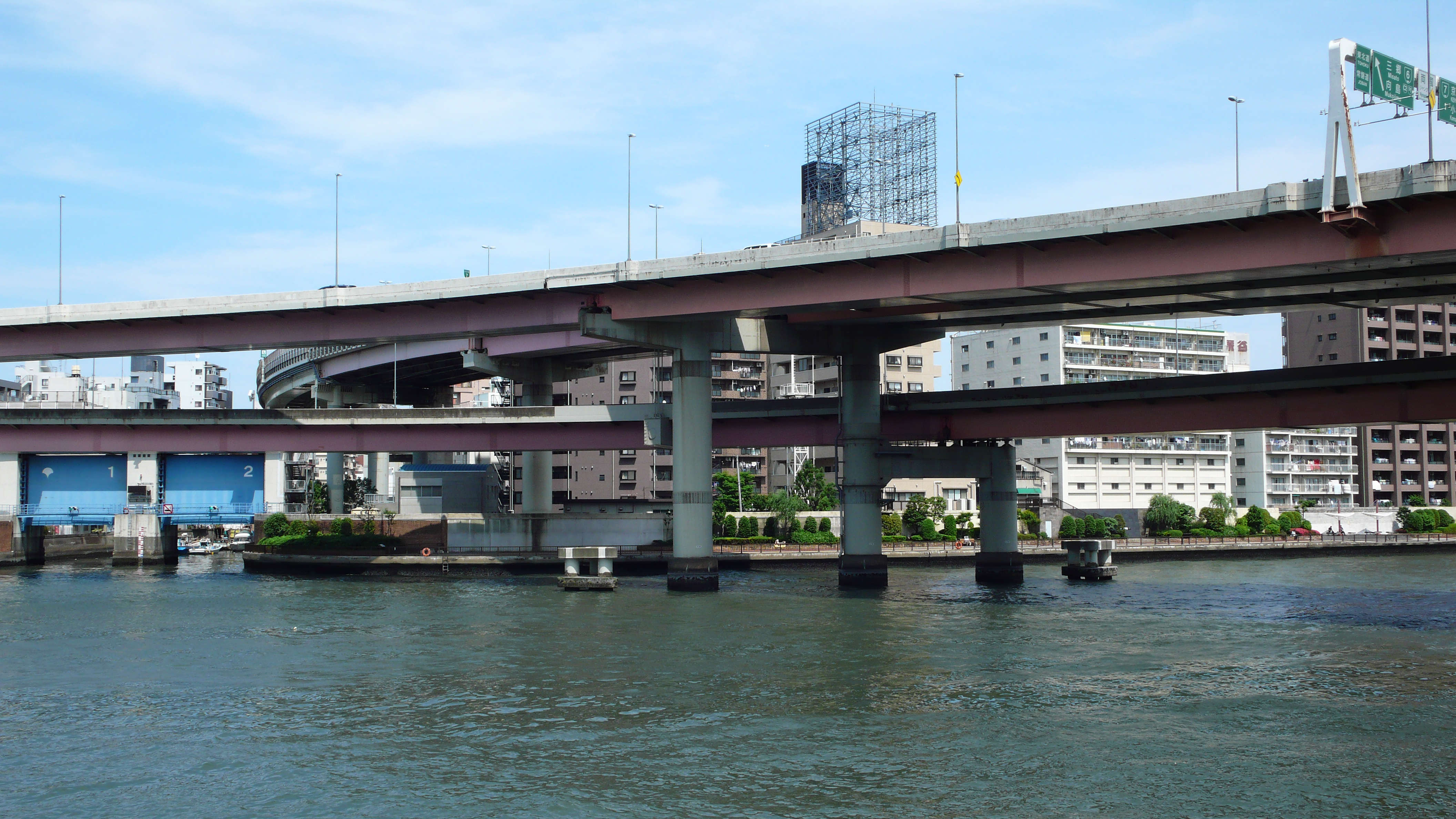
両国大橋
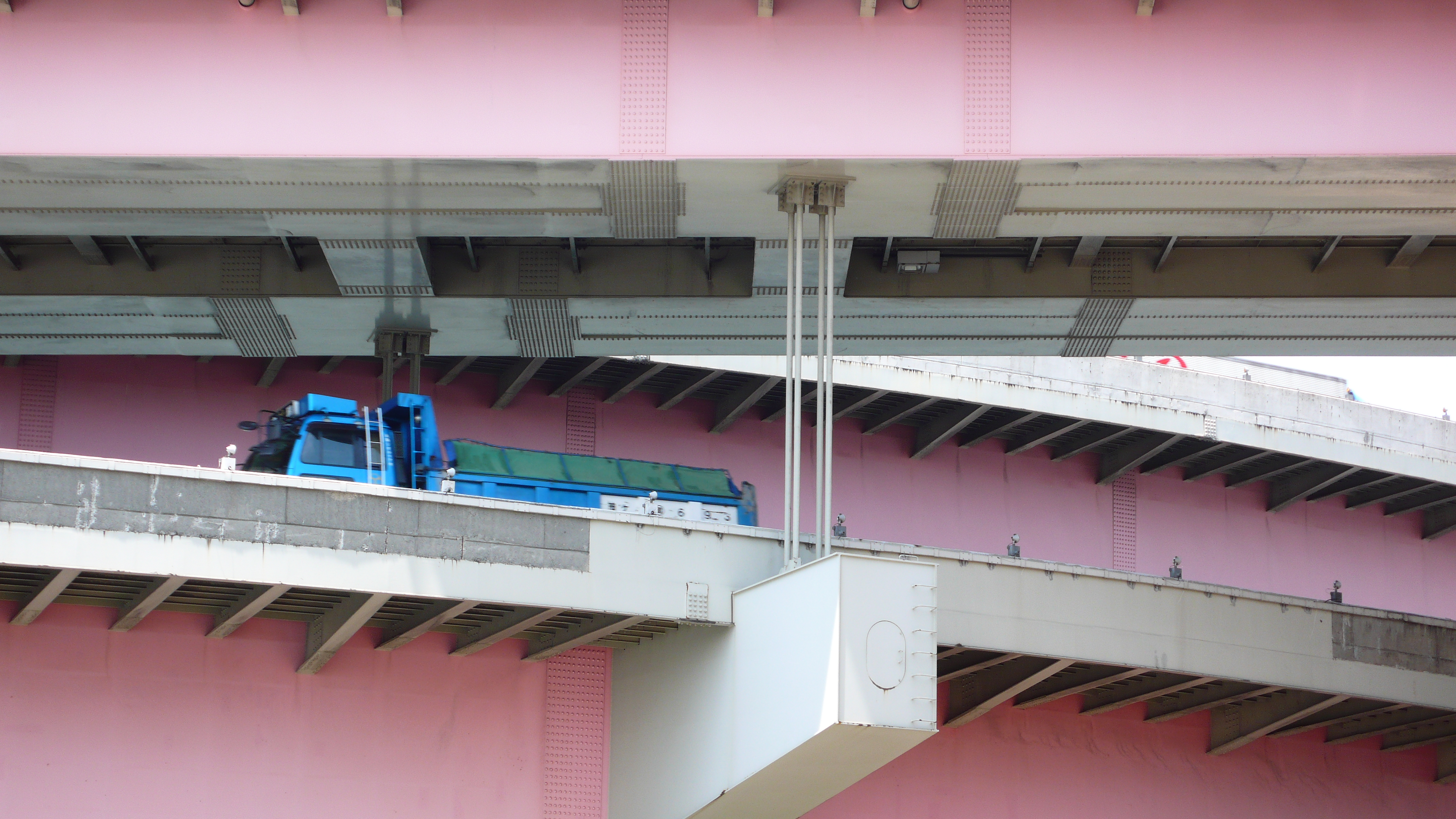
両国大橋の吊構造

## 隣の橋
- 隅田川

（上流） - 隅田川橋梁 - 両国橋 - 両国大橋 - 新大橋 - 隅田川大橋 - （下流）
座標: 北緯35度41分27秒 東経139度47分21秒 / 北緯35.69083度 東経139.78917度